# Achihud (nádraží)
Achihud (hebrejsky תחנת הרכבת אחיהוד, Tachanat ha-rakevet Achihud) je železniční stanice na nové železniční trati Akko–Karmiel v severním Izraeli.

## Historie
Výběrové řízení na výstavbu stanice bylo vypsáno v červenci 2013. Dokončení stavby se předpokládalo na konci roku 2016. Měla sloužit vesnici Achihud, nedalekým městům Džulis a Džudejda-Makr a průmyslové zóně Bar Lev. Provoz na nové železniční trati byl zahájen 20. září 2017.

## Poloha
Leží v severní části Izraele v Izraelské pobřežní planině, nedaleko západních okrajů svahů Horní Galileji, v nadmořské výšce cca 30 metrů. Je situována na severní okraj vesnice Achihud poblíž dálnice číslo 85.